# 王宋达
王宋达（1943年—），广东揭西人，中华人民共和国政治人物，中华全国归国华侨联合会原副主席，原四川省人民政府侨务办公室主任。